# Ruwenzoria (kevergeslacht)
Ruwenzoria is een geslacht van kevers uit de familie bladkevers (Chrysomelidae).
De wetenschappelijke naam van het geslacht werd in 1919 gepubliceerd door Laboissiere.

## Soorten
- Ruwenzoria soror Weise, 1927
- Ruwenzoria viridis (Laboissiere, 1919)